# アライク・ハルチュニャン
アライク・ ハルチュニャン (アルメニア語: Արայիկ Հարությունյան、1973年12月14日 - ）は、国際的に国家として認められていないアルツァフ共和国の政治家。同国大統領、アルツァフ共和国最後の首相を歴任した（首相職は2017年に廃止）。

## 若齢期
ハルチュニャンは1973年にステパナケルトに生まれた。1990年にエレバン国立経済研究所に入り、1990年と1992年にアルツァフ防衛軍に入隊してナゴルノ・カラバフ戦争で従軍した。戦後、エレバン国立経済研究所からアルツァフ国立大学経済学部に移り、1995年に卒業後。3年後の1998年にはアルツァフ
国立大学大学院を修了した。

## キャリア
ハルチュニャンは1994年にアルツァフ財務経済省で大臣補佐官としてキャリアをスタートさせた。1997年に同省を退職して民間に移り、アルマグロ銀行に2004年まで勤めた。

### 国政
ハルチュニャンは、2005年に自由なる祖国党を共同結成して同年の国会議会選挙に出て、33議席中10議席を獲得した。ハルチュニャンは、自由なる祖国党と自由なる祖国派の議長も務めた。ハルチュニャンは、国会の財政・予算・経済管理委員会の委員長を務めた。

### アルツァフ共和国首相として
2007年に、バコ・サハキャン大統領から首相に指名された。首相としての彼の最初の演説は、未認識の国の経済・民主主義・社会正義を復活させるという約束に満ちていた。彼が約束した緊急の措置には、「汚職・保護主義・氏族制度・社会悪との戦い」が含まれていた。2017年の憲法国民投票後、アルツァフは半大統領制から大統領制へと移行し、首相職は廃止された。
ハルチュンニャンはサハキャン政権に残り、引き続き国務大臣に任命された。

### アルツァフ共和国大統領として
2020年アルツァフ総選挙に当選し、第4代アルツァフ大統領となる。大統領就任早々に、2つの行政命令に署名して大きな話題となった。すなわち、国民議会のステパナケルトからシュシへの移転と、アルツァフにおける全高等教育の無償化である。
2020年ナゴルノ・カラバフ紛争では、アゼルバイジャン国防省が、当日朝に前線を訪れていたハルチュニャンにアゼルバイジャン軍が重症を負わせたとの声明を出したが、ハルチュニャン本人・アルツァフ政府共にこれを否定している。

### 大統領退任後
2023年8月31日に大統領を辞任する意向を表明し、翌9月1日付で辞表提出。10月1日、アゼルバイジャン当局はアルツァフ指導者層300人を国際指名手配し、ハルチュニャンら大統領経験者3人は10月3日までにアゼルバイジャン国家保安局によって身柄を拘束され、首都バクーに移送された。

## 褒章
- “For liberation of Shushi”勲章及び“Martial Cross”2等。
- 2016年8月30日付けの大統領令により、ハルチュニャンはアルツァフ共和国への貢献と建国25周年を記念して「グリゴール・ルサボリッチ（啓蒙者グレゴリウス）」の勲章を授与された。